# Kirklin (Indiana)
Kirklin es un pueblo ubicado en el condado de Clinton en el estado estadounidense de Indiana. En el Censo de 2010 tenía una población de 788 habitantes y una densidad poblacional de 892,22 personas por km².

## Geografía
Kirklin se encuentra ubicado en las coordenadas 40°11′35″N 86°21′32″O / 40.19306, -86.35889. Según la Oficina del Censo de los Estados Unidos, Kirklin tiene una superficie total de 0.88 km², de la cual 0.88 km² corresponden a tierra firme y (0%) 0 km² es agua.

## Demografía
Según el censo de 2010, había 788 personas residiendo en Kirklin. La densidad de población era de 892,22 hab./km². De los 788 habitantes, Kirklin estaba compuesto por el 98.48% blancos, el 0.13% eran afroamericanos, el 0% eran amerindios, el 0.13% eran asiáticos, el 0% eran isleños del Pacífico, el 0.51% eran de otras razas y el 0.76% pertenecían a dos o más razas. Del total de la población el 1.27% eran hispanos o latinos de cualquier raza.